# Carbonada
La carbonada (pron. frp. AFI: [kaʁbɔnada], termine arpitano; in francese carbonade, carbonnade o carbonade valdôtaine - [kaʁbɔnad valdotɛn]) è un piatto tipico della Valle d'Aosta, nelle Alpi occidentali e nel Sud-est della Francia.

## Descrizione

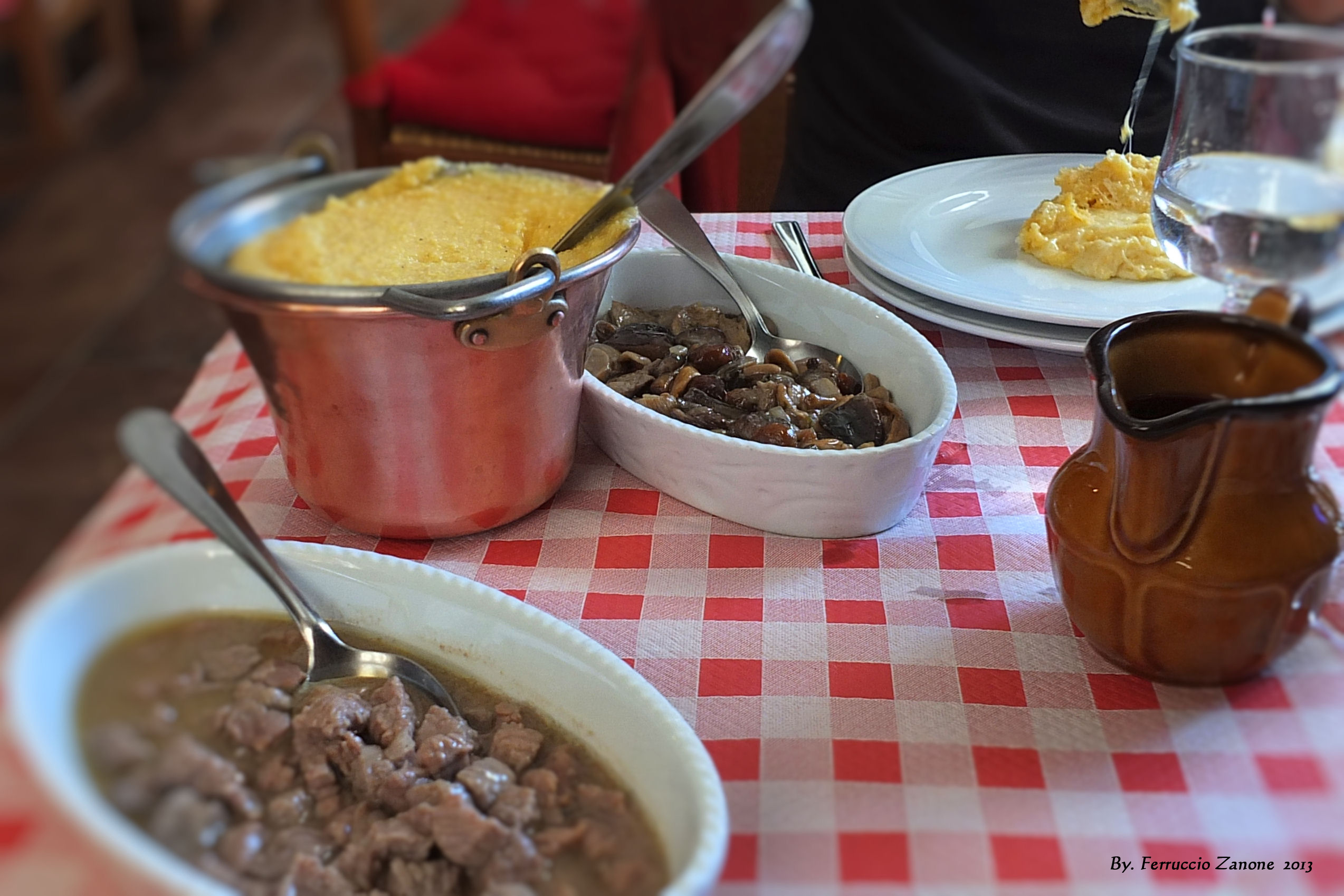
Carbonada alla valdostana, accompagnata da polenta e funghi

È un piatto a base di carne di manzo. Nella sua variante valdostana, è un piatto dal sapore deciso e viene solitamente servita assieme alla polenta.
Originariamente veniva fatta con carne conservata in salamoia (metodo di conservazione molto usato prima delle tecniche attuali) risultando così la carne molto saporita, cucinandola con molta cipolla veniva addolcita, la ricetta infatti prevede che le quantità di carne e cipolla siano uguali in peso, stufandole a fuoco lento coperte da un buon vino rosso robusto.